# Suka Karya (Sindang Beliti Ilir)
Suka Karya is een bestuurslaag in het regentschap Rejang Lebong van de provincie Bengkulu, Indonesië. Suka Karya telt 340 inwoners (volkstelling 2010).